# Neunkhausen
Neunkhausen (mundartlich: Nuinkhouse) ist eine Ortsgemeinde im Westerwaldkreis in Rheinland-Pfalz. Sie gehört der Verbandsgemeinde Bad Marienberg (Westerwald) an.

## Geographische Lage
Die Gemeinde liegt im Westerwald zwischen Limburg an der Lahn und Siegen an der Landesgrenze zu Nordrhein-Westfalen.
Zu Neunkhausen gehören auch die Wohnplätze Altenklosterhof und Altenklostermühle.

## Geschichte
Im Jahre 1215 stiftete Adelheit von Molsberg das Kirchspiel Kirburg zur Gründung eines Klosters. An der Stelle, die heute noch Zum Altenkloster heißt, erinnert eine Kapelle an die Vergangenheit. Sie gehört heute zur Ortsgemeinde Neunkhausen. Für die Mönche damals war das raue Klima des Neunkhäuser Plateau genannten Landstrichs zu hart. Sie zogen weiter und ließen sich an der Nister nieder, wo sie das Kloster Marienstatt erbauten.
Der Ort Neunkhausen wurde 1259 erstmals urkundlich erwähnt. Alle Angaben und Informationen über Neunkhausen im Mittelalter stammen aus Urkunden des Klosters Marienstatt. Neunkhausen ist der Geburtsort des Publizisten Johannes Gross (1932–1999).
Bevölkerungsentwicklung
Die Entwicklung der Einwohnerzahl der Gemeinde Neunkhausen, die Werte von 1871 bis 1987 beruhen auf Volkszählungen:
| Jahr | Einwohner |
| ---- | --------- |
| 1815 | 312       |
| 1835 | 374       |
| 1871 | 332       |
| 1905 | 423       |
| 1939 | 520       |
| 1950 | 599       |
| 1961 | 617       |

| Jahr | Einwohner |
| ---- | --------- |
| 1970 | 761       |
| 1987 | 816       |
| 1997 | 1.097     |
| 2005 | 1.109     |
| 2011 | 1.101     |
| 2017 | 1.025     |
| 2023 | 1.030     |

## Politik

### Bürgermeister
Rudi Neufurth wurde 2014 Ortsbürgermeister von Neunkhausen. Bei der Direktwahl am 26. Mai 2019 wurde er mit einem Stimmenanteil von 79,84 % für weitere fünf Jahre in seinem Amt bestätigt. Er wurde im Juni 2024 wiedergewählt.

### Wappen
| Wappen von Neunkhausen | Blasonierung: „Gespalten von Schwarz und Rot mit eingeschobener, silberner halber Spitze, darin eine wachsende, rote Kapelle mit goldenem Spitzportal, beseitet von zwei silbernen Spitzfenstern, das dritte im schwarzbekreuzten und -bedachten Dachreiter, vorne ein wachsender, goldener Abtstab und hinten ein blaubewehrter und -gezungter, goldener, hersehender Löwe.“ |
| Wappen von Neunkhausen | Wappenbegründung: Das Gemeindewappen zeigt neben der Zugehörigkeit zum Kirchspiel Kirburg auch den Löwen der Grafschaft Sayn (Sayner Löwe). Die Kapelle im unteren Teil des Wappens symbolisiert sowohl die Kapelle in Altenkloster als auch die St. Wendelinuskapelle. Die St. Wendelinuskapelle wird erstmals in einer Urkunde von 1447 erwähnt. Sie befand sich auf dem heutigen Brunnenplatz von Neunkhausen und wurde von den Grafen von Sayn gestiftet. Die Kapelle bestand bis zum Jahre 1822. |

## Kultur und Sehenswürdigkeiten
→ siehe Liste der Kulturdenkmäler in Neunkhausen

## Wirtschaft und Infrastruktur

### Unternehmen
Das Unternehmen Fingerhut Haus hat seinen Stammsitz in Neunkhausen. Gefertigt werden seit den 1950er Jahren Fertighäuser; gegründet wurde das Unternehmen 1903. Es verfügt über neun Vertriebsbüros und zwölf Musterhausstandorte in Deutschland, Luxemburg und Österreich.

### Verkehr
- Südlich des Ortes verläuft die B 414, die von Driedorf-Hohenroth nach Altenkirchen führt.
- Die nächste Autobahnanschlussstelle ist Haiger/Burbach an der A 45 Dortmund–Hanau, etwa 25 Kilometer entfernt.
- Der nächstgelegene ICE-Halt ist der Bahnhof Montabaur an der Schnellfahrstrecke Köln–Rhein/Main.

## Persönlichkeiten
- Johannes Gross (1932–1999), Publizist